# フェンダーレス
フェンダーレス(英: fender eliminate)とはオートバイの泥よけ（フェンダー）を撤去する、外観上の改造手法である。あるいはフェンダーの主要部品を切り取って小さくしたり、アフターマーケットで販売されている小さなフェンダーに付け替えることも含めてこのように呼ばれる。

## 概要
フェンダーレスはオートバイの車体の外観を簡略化する手法の1つで、「スカチューン」や「チョッパー」、「ボバー」といった改造（ドレスアップ）の一環として行われる場合も多い。
公道走行用に製造されているオートバイには、濡れた路面を走行した際にタイヤが跳ね上げるしぶきを受け止めて、車体や乗員、後続車両などに浴びせないように泥よけ（フェンダー）が取り付けられている。特に後輪のフェンダー（リアフェンダー）はナンバープレートや灯火類が取り付けられる構造部材として、鉤状で大型のものが取り付けられている場合も多い。一方で、走行状況が限定的な競技用の車両はフェンダーの機能が重要視されず、必要最小限のものが付けられていたり、あるいは取り付けられていない場合がある。ユーザーの中にはこうした競技用車両の外観を真似て、公道走行用の市販車を改造する場合がある。日本やアメリカ合衆国では、フェンダーについては法規上の保安基準に大きさや形状などを規定していないことから、フェンダーを取り除いたり、小さくしたりといった改造が行われる。
フェンダーの主要部品を切断加工してフェンダーレスをユーザーが行う場合は切断面の処理や加工精度に問題が生じる場合がある。また、フェンダーレスにより、泥よけとしての本来の機能が喪失あるいは低下するだけでなく、ナンバープレートや灯火類の固定部材を兼ねている場合は、これらを保安基準に適合するように固定するステーを新たに取り付ける必要がある。オートバイの改造用部品を製造するメーカー（アフターマーケット）では一部の車種にむけて、それぞれの車種の純正部品と交換するだけでフェンダーレスが可能になる部品セットを製品化している。こうした製品はフェンダーレスキット(英: fender eliminate kit)と呼ばれ、純正のフェンダーがナンバープレートなどの固定部材となっている車種向けには独立したステーが付けられていたり、本来はフェンダーの一部によってリアカウルの内側などが保護されている車種向けにはそれらをカバーする構造となっていたりする製品がある。材質は柔らかいポリエチレン製からFRP、高級指向の物にはCFRPの物まで多様である。